# Тралов Йоганнес
Йога́ннес Трало́в (нім. Johannes Tralow, писав під псевдонімом — Ганс Лоу; нар. 2 серпня 1882 — пом. 27 лютого 1968) — німецький письменник, драматург, публіцист і театральний режисер.

## Біографія
Народився 2 серпня 1882 року в місті Любек в Німецькій імперії.
У ранній юності Йоганнес, син багатого комерсанта, вів торговельні справи в країнах Близького Сходу. У 1910 році став директором берлінського театрального видавництва, з 1914 по 1932 — працював режисером в різних театрах Німеччини. У 1932 році одружився з німецькою письменницею і сценаристкою Ірмгард Койн. Їх шлюб розпався в 1937 році. У 1951 році був обраний президентом німецького ПЕН-центра.
Під псевдонімом Ханс Лоу писав авантюрні, кримінальні та історичні романи: «Король Нойгоф» (1929; про барона-авантюриста XVIII століття), «Карти і королі» (1931), «Енергія землі» (1933; про  Олівера Кромвеля), «Флібуст'єри біля Веракруса» (1937; про війни XVII століття у Вест-Індії), «Бойкот» (1947; про боротьбу ірландців проти англійців в 1880-х), «Повстання чоловіків» (1953; про крах матріархату в державі Криту), «Вітер над Тортугою»; так звана Оттоманська тетралогія: «Роксолана» (1942), «Ірена Трапезунд» (1947), «Малхун Хатун» (1952) і «Євнух» (1956). У однойменному романі Роксолана зображена донькою кримського хана, яку захопили в полон запорозькі козаки.
Також писав драми у стилі натуралізму XX століття. До найкращих з них відносять «Інге» (1912) і «Матір» (1914). 
Помер 27 лютого 1968 року у Східному Берліні.